# 벌러셔저르머트구

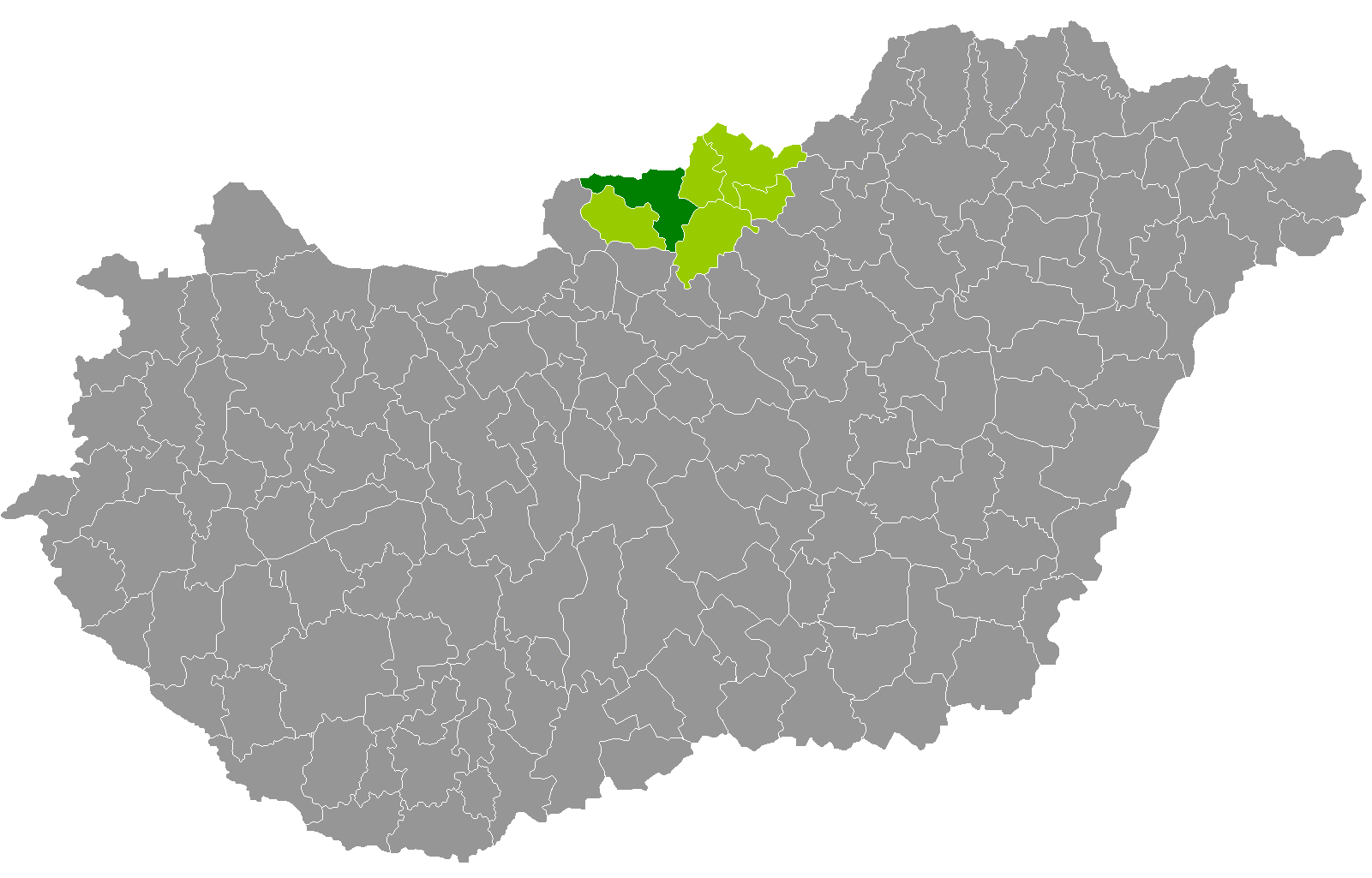
노그라드주 지도에 표시된 벌러셔저르머트구의 위치

벌러셔저르머트구(헝가리어: Balassagyarmati járás)는 헝가리 노그라드주에 위치한 구로 구청 소재지는 벌러셔저르머트이며 면적은 532.94km2, 인구는 40,326명(2011년 기준), 인구 밀도는 76명/km2이다.
동쪽으로는 세체니구, 파스토구, 남쪽으로는 페슈트주 바츠구, 남서쪽으로는 레차그구, 서쪽으로는 페슈트주 소브구와 접하며 북쪽으로는 슬로바키아와 국경을 접한다. 29개 지방 자치체(1개 시, 28개 마을)를 관할한다.

구기
구 문장